# Berretto studentesco

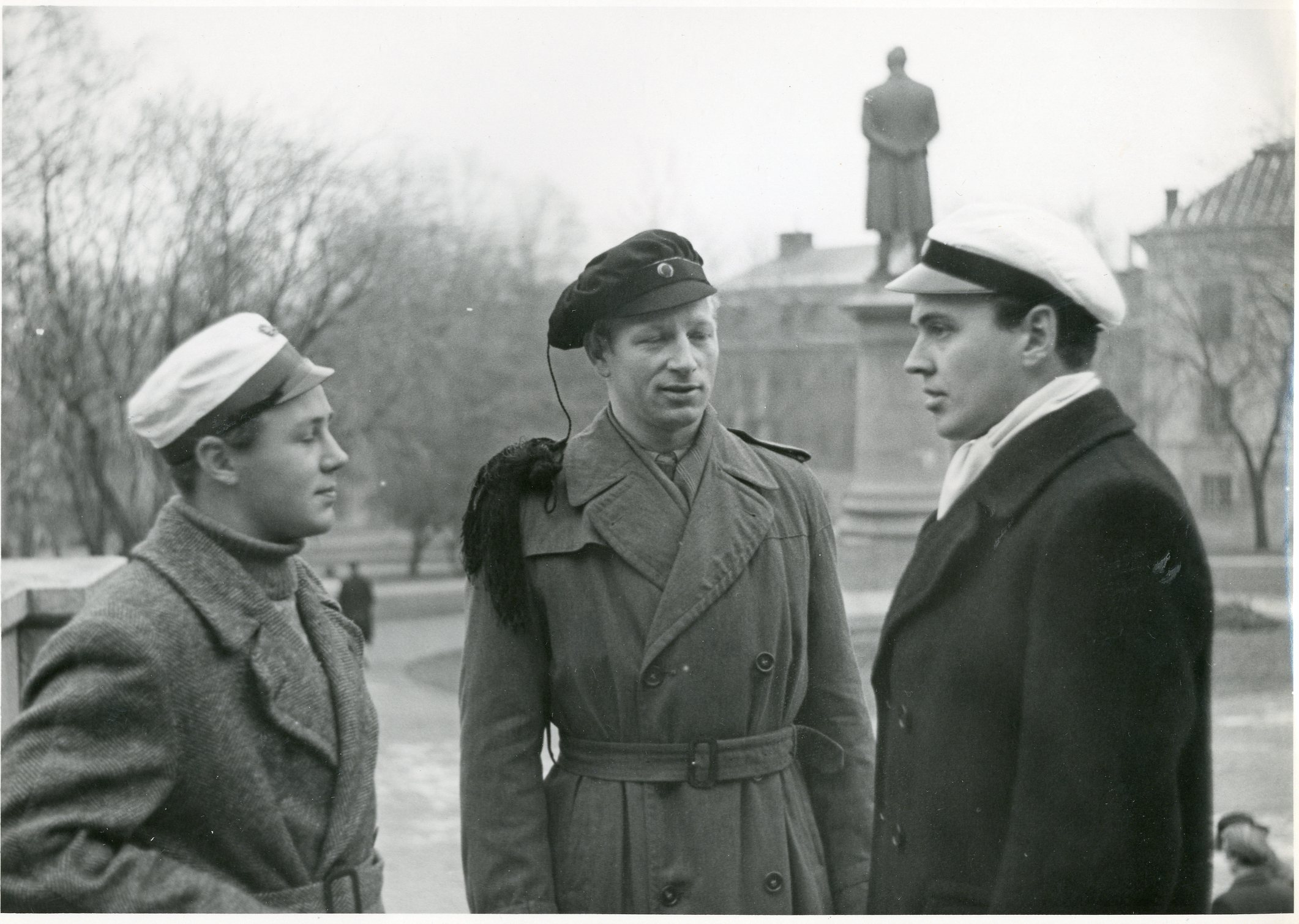
Da sinistra verso destra, tre studenti con berretto danese, norvegese e svedese rispettivamente, fotografati durante una manifestazione tenutasi a Uppsala il 4 dicembre 1943

Il berretto studentesco è un elemento d'abbigliamento tipico delle tradizioni universitarie di diversi paesi europei. Nei paesi nordici è un simbolo che identifica il superamento dell'esame di maturità al termine delle scuole superiori, mentre in altri paesi è maggiormente legato alla goliardia o identifica gli studenti universitari membri di confraternite o gruppi ristretti.
Non deve essere confuso con il tocco, cappello quadrato indossato in molti paesi dai laureandi, e con il cappello dottorale indossato dai dottorandi nei paesi nordici.

## Belgio

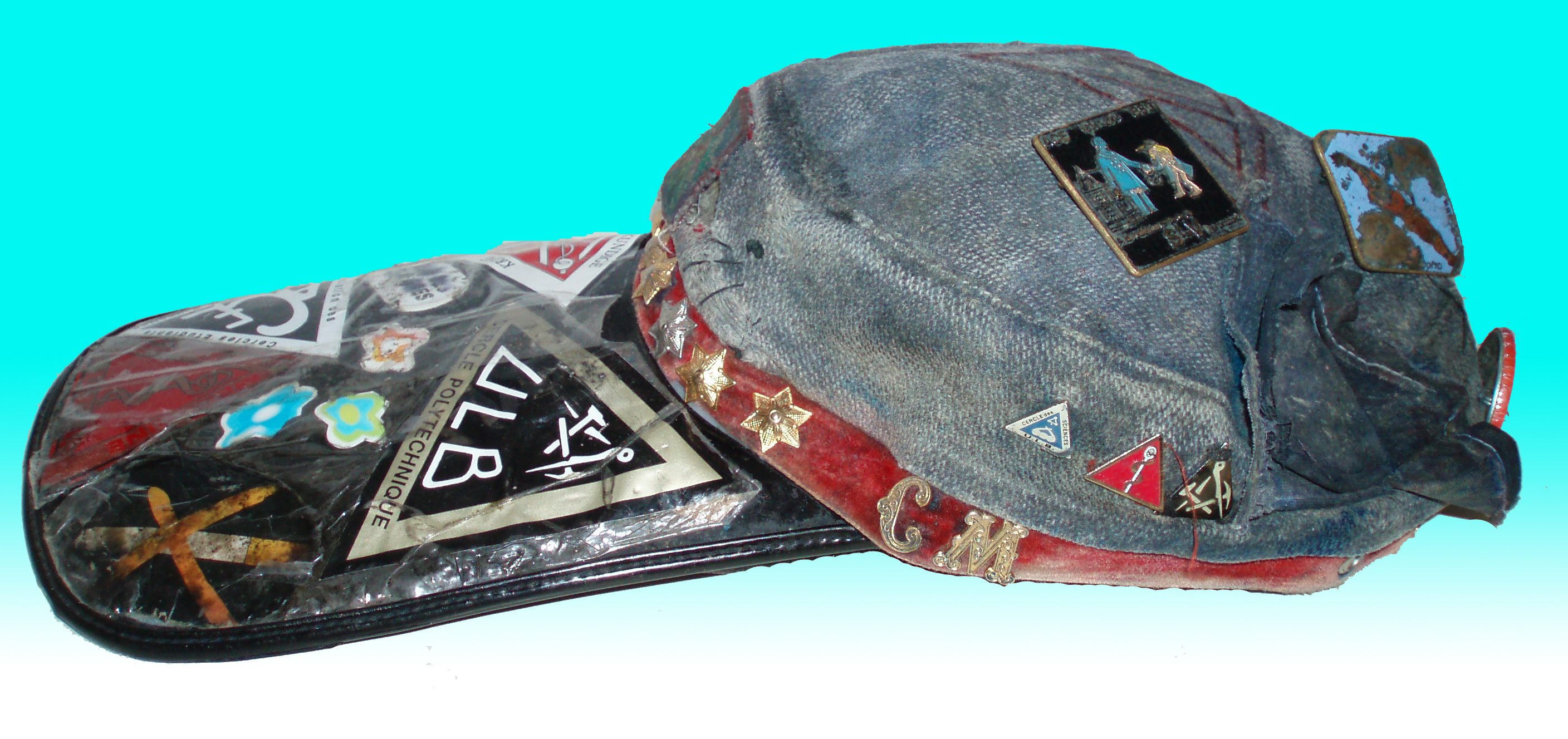
Un penne dell'Université Libre de Bruxelles

In Belgio esistono due tipi principali di berretto, il calotte, indossato dagli studenti delle università cattoliche, e il penne, indossato dagli studenti delle università laiche.

### Calotte
Il calotte deriva dal berretto degli zuavi pontifici negli anni 1860. È un cappello cilindrico di velluto e pelle d'agnello, di colore bordeaux presso Katholieke Universiteit Brussel, Katholieke Universiteit Leuven, Université catholique de Louvain e Facultés universitaires Notre-Dame de la Paix, bianco presso l'Università di Gand e smeraldo presso l'Università di Liegi.
La parte frontale ha delle strisce con i colori della bandiera belga e con i colori dell'università. Il retro riporta un colore e un simbolo rappresentanti la facoltà, e talvolta un secondo simbolo che identifica il corso di studi. Il berretto è appuntato con una stella dorata per ogni anno di studi superato, e con una argentata per ogni anno di bocciatura.
Il calotte è assegnato agli studenti al termine di un rito d'iniziazione chiamato corona, organizzato da varie unioni degli studenti, note come Ordres, Cercles e Régionales.

### Penne
Il penne (klak in lingua olandese) è un cappello dalla lunga visiera indossato dagli studenti delle università laiche in Belgio, introdotto intorno agli anni 1850 presso l'Université Libre de Bruxelles.

## Francia

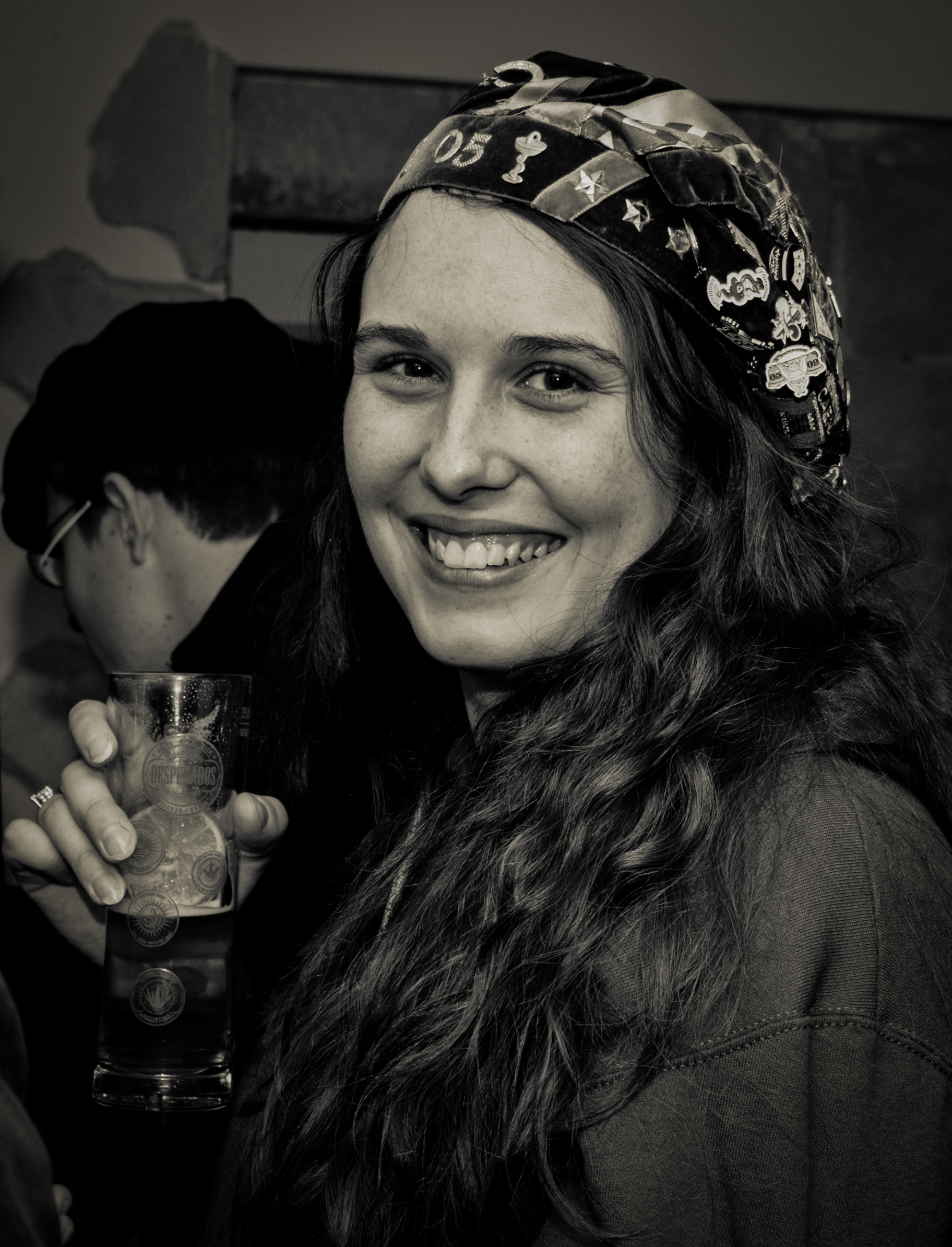
Studentessa francese con indosso un faluche

In Francia gli studenti portano un berretto di velluto nero con nastri e decorazioni, chiamato faluche, introdotto nel 1888.

## Germania
In Germania, gli studenti membri delle confraternite vestono berretti identificativi, tra i quali lo Stürmer, il Tellermütze e il Tönnchen.

## Italia
La feluca è un copricapo studentesco legato a tradizioni goliardiche di diverse università italiane.

## Paesi nordici
Nei paesi nordici il berretto studentesco è un elemento identificativo degli studenti universitari, ed è portato dagli studenti che hanno superato l'esame di stato. Venne introdotto dagli studenti dell'Università di Uppsala in occasione del meeting degli studenti del Nord tenutosi nel 1845 presso l'Università di Copenaghen, e si diffuse in seguito presso le altre università svedesi, danesi, norvegesi e finlandesi.

### Danimarca

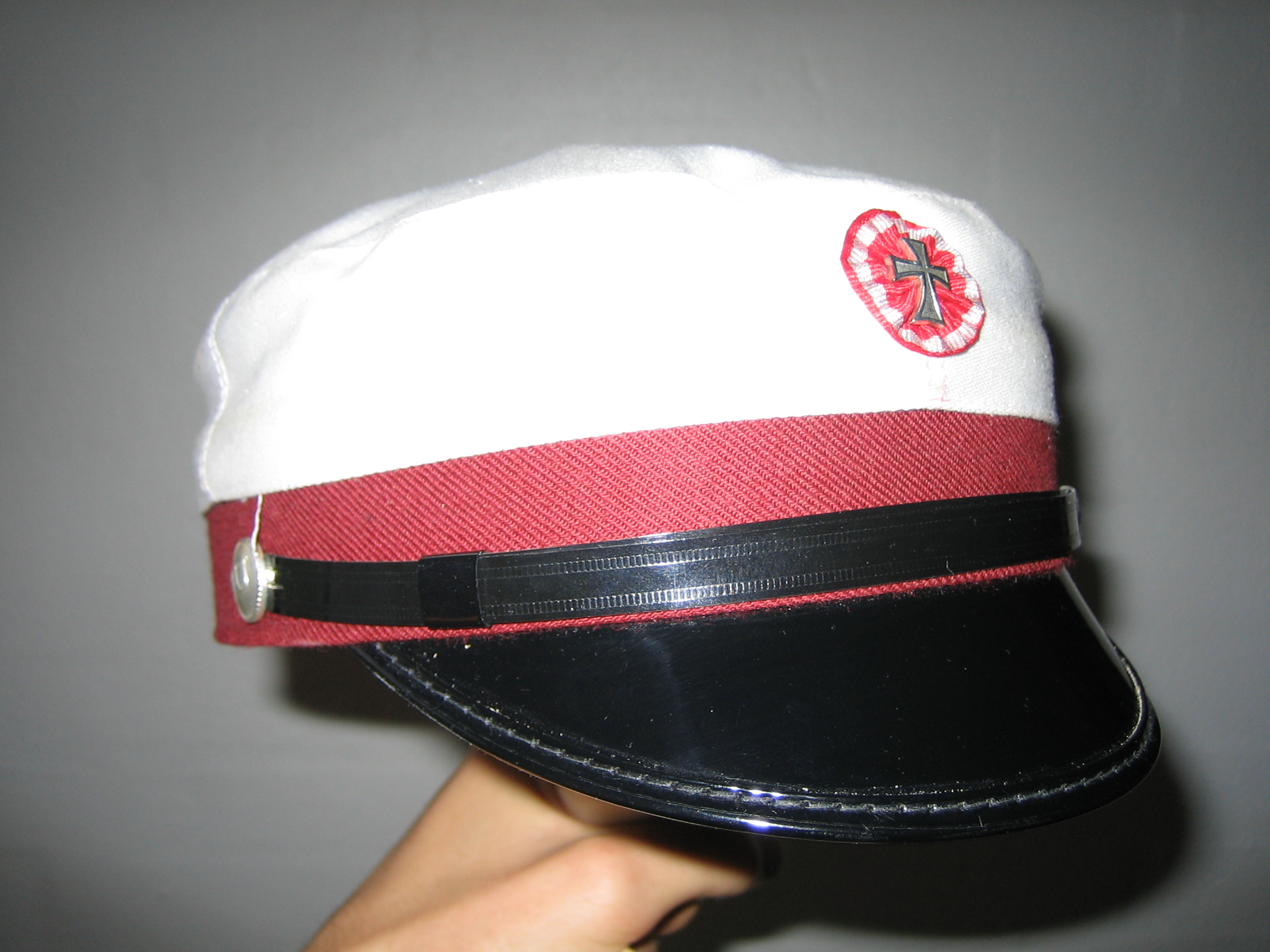
Moderno studenterhue danese

In Danimarca il berretto è noto come studenterhue e si sviluppò verso la metà del XIX secolo su ispirazione del berretto svedese. Il moderno studenterhue è realizzato in lino bianco con una visiera nera, con una banda rossa, uno stemma e una coccarda che variano in base all'esame superato. La versione nera invernale passò a identificare gli studenti che avevano superato l'esame di stato di discipline classiche.
Originariamente, lo studenterhue era portato solo dagli studenti che avevano superato lo studentereksamen, ed era associato ad un elevato status sociale, in quanto poche persone raggiungevano tale traguardo. Negli anni 1970 gli esami di stato vennero diversificati, e a partire dagli anni 1990 vennero introdotte differenti tipologie di berretto per altri esami di stato.
Il berretto ha tradizionalmente lo stemma dell'Ordine del Dannebrog, che è talvolta sostituito con altri simboli per gli studenti che non vogliono identificarsi con un simbolo cristiano.

### Estonia

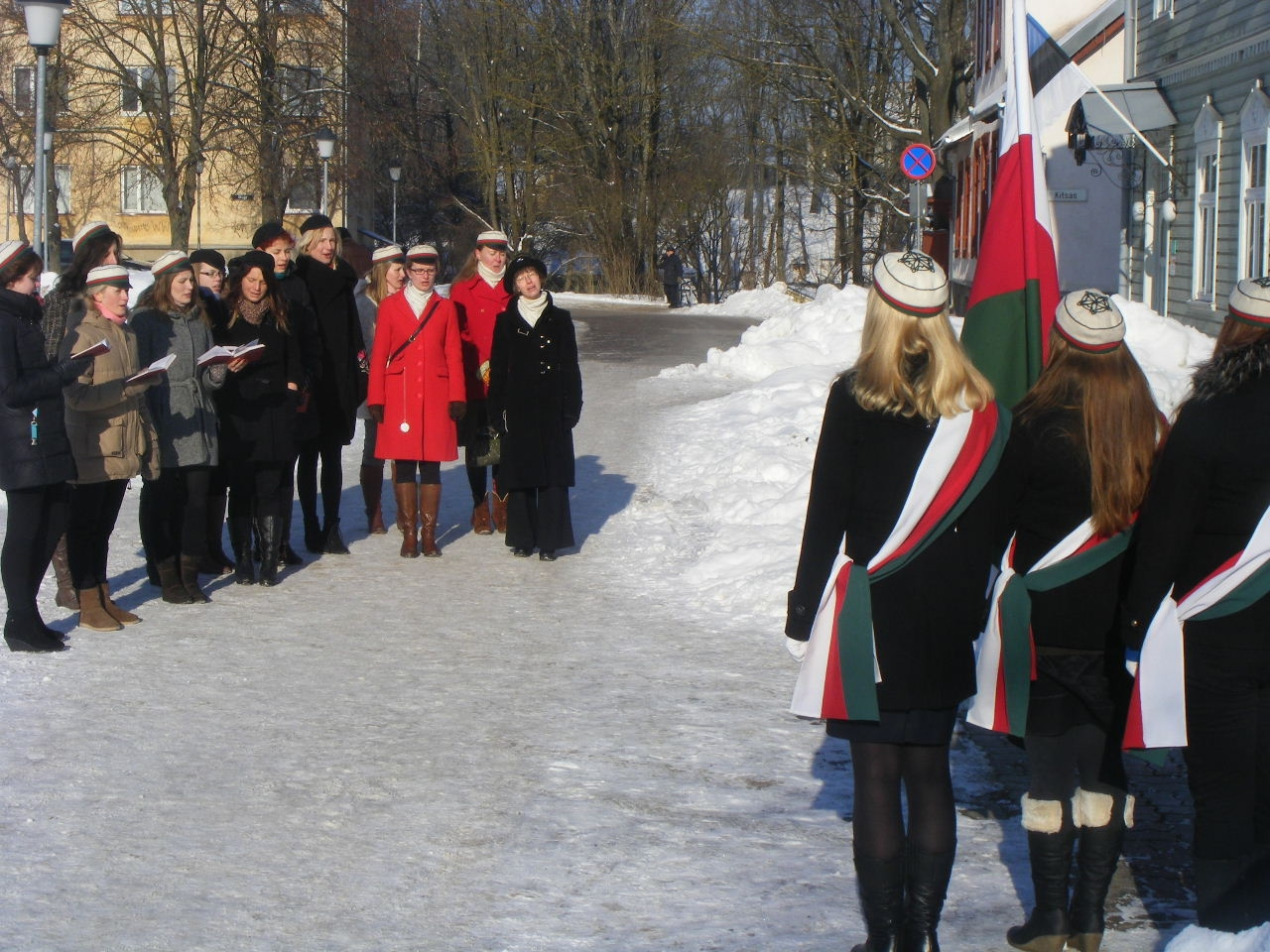
Studentesse estoni celebrano il giorno dell'indipendenza nel 2013

In Estonia il berretto è portato non solo da studenti universitari, ma anche da studenti delle scuole inferiori, come parte dell'uniforme scolastica. È tipicamente realizzato in lana o velluto e ha forma simile ai berretti degli altri paesi nordici.

### Finlandia

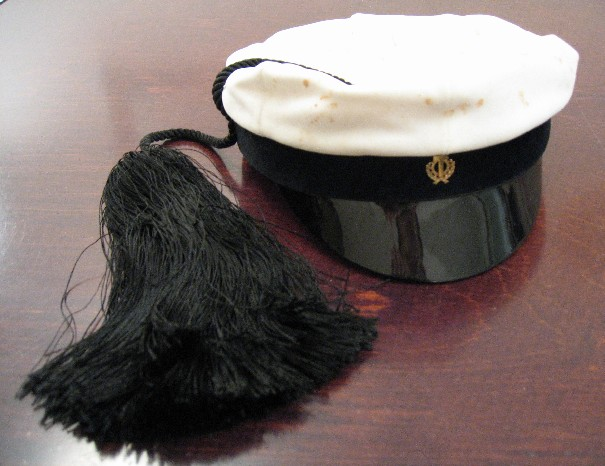
Berretto dell'Università di tecnologia di Tampere, con la nappa tipica degli studenti di ingegneria

Il berretto finlandese (ylioppilaslakki), come molte tradizioni universitarie, deriva da quello svedese. Si differenzia da quest'ultimo per il non avere una coccarda, sostituita da una spilla che raffigura la lira di Apollo. Portato dagli studenti che hanno superato l'esame di stato, venne introdotto nella sua forma attuale negli anni 1870 e fino agli anni 1950 era indossato durante tutta l'estate, mentre oggi è indossato principalmente per il primo maggio e in occasione di cerimonie accademiche.
La dimensione della spilla è divenuta simbolo dell'identità linguistica degli studenti. Gli studenti di lingua svedese hanno una spilla più larga, con un diametro di 22 mm, mentre gli studenti di lingua finlandese usano spille più piccole, con un diametro di 16 mm.
La fodera rappresenta tipicamente la regione. Una fodera blu rappresenta l'identità nazionale finlandese, mentre per gli studenti membri di una nation la fodera ha solitamente i colori della nation stessa. Gli studenti di lingua svedese usano spesso una fodera rossa e gialla oppure blu, gialla e bianca. Gli studenti di Satakunta e Carelia usano tipicamente i colori della propria regione, mentre gli studenti di lingua svedese dell'Ostrobotnia usano nero, giallo e rosso.
Gli studenti di ingegneria (in Finlandia chiamati Teekkari) usano un berretto particolare, chiamato teekkarilakki, con una lunga nappa, corona bianca e coccarda dorata la cui foggia dipende dall'università. La fodera è rosso scuro, colore simbolo del progresso dovuto all'avanzamento della tecnologia, ad eccezione dell'Università di tecnologia di Lappeenranta, che usa una fodera con i colori della Carelia, rosso e nero, presso l'Università di Oulu, che usa una fodera blu, e presso la Teknologföreningen, nation dell'Università Aalto che raccoglie gli studenti di lingua svedese, che usa una fodera rossa e gialla.

### Islanda

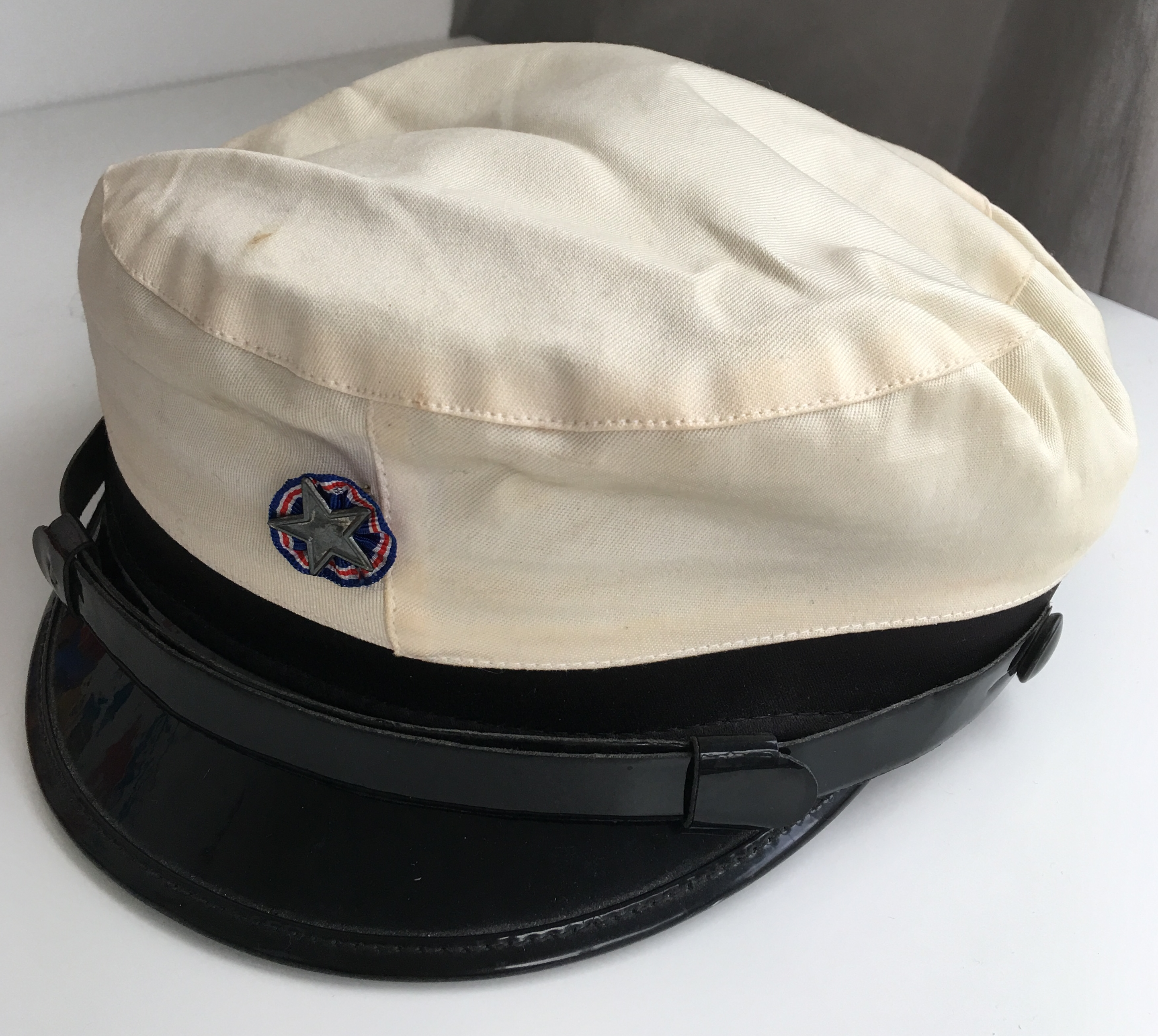
Stúdentshúfa islandese

Il berretto studentesco islandese, chiamato stúdentshúfa, è indossato a partire dal superamento dell'esame di maturità. Ha una corona bianca, con visiera e banda nere, e una stella dorata appuntat di fronte, sulla banda nera. La corona bianca può essere rimossa, rivelando una corona nera al di sotto. La corona bianca identificava le matricole e veniva tradizionalmente rimossa al termine del primo anno di studi.

### Norvegia

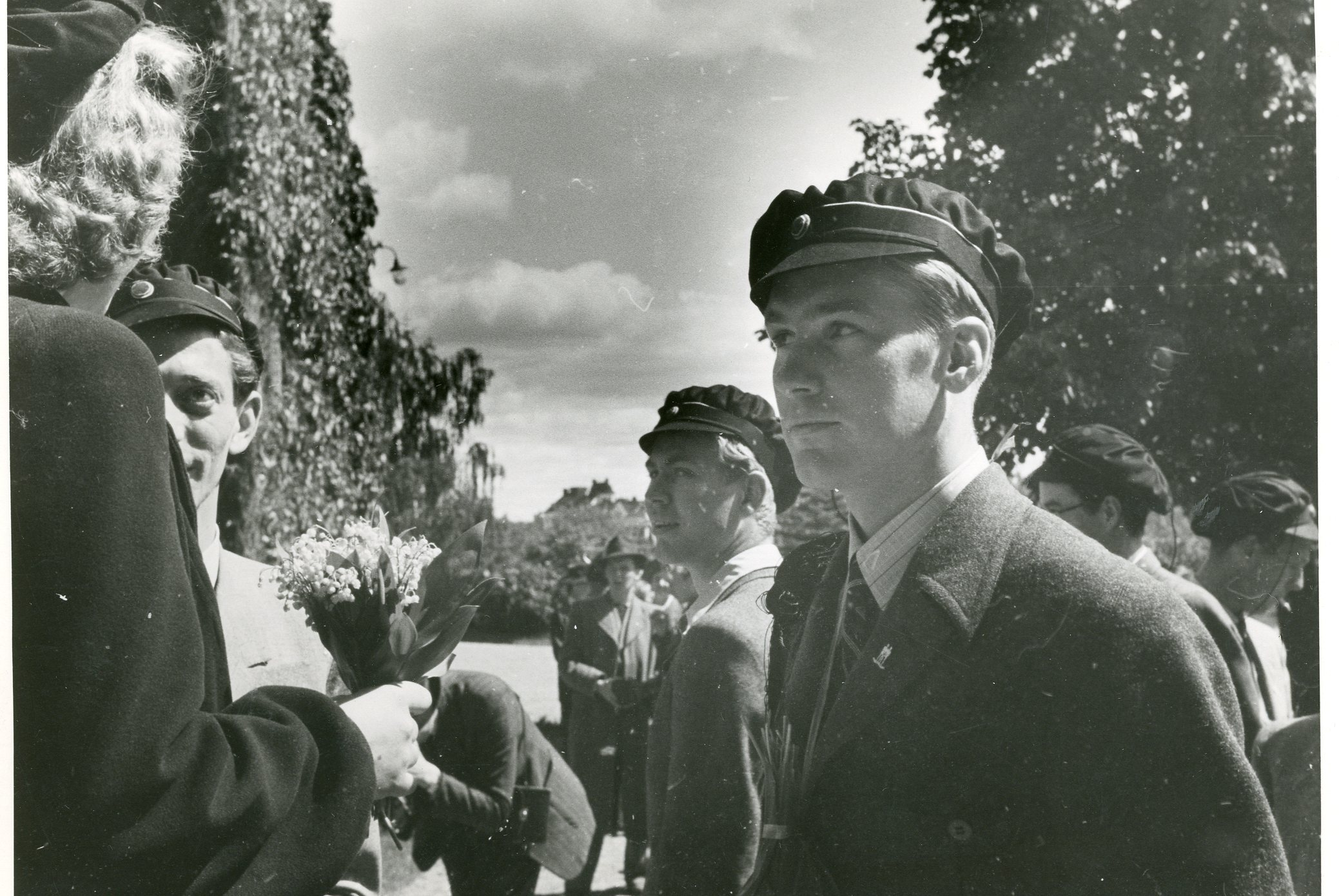
Studenti norvegesi indossano lo studentlue norvegese presso l'Università di Uppsala nel 1942

Il berretto norvegese, chiamato studentlue o studenterlue, è realizzato in velluto nero con nappa in seta e l'effige di Minerva, simbolo dell'Università di Oslo, sulla fronte.

### Svezia

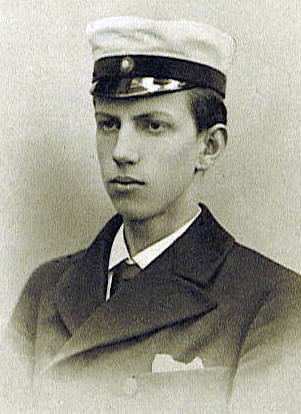
Ritratto di Zeth Höglund del 1902, con indosso lo studentmössa

Il berretto svedese, chiamato studentmössa, è indossato da metà del XIX secolo dagli studenti che hanno superato l'esame di maturità (studentexamen), ha una corona bianca con visiera nera e la foggia esatta ha due tipologie principali, quella di Uppsala e quella di Lund, legate ai due atenei più antichi. Il berretto dell'Università di Uppsala ha una banda nera, fodera gialla e blu, e una corona più morbida. Quello dell'Università di Lund ha una banda blu scuro, una fodera rossa, e una corona più rigida. L'esemplare più antico noto di berretto di Uppsala è nella collezione del Museo nordico ed è esposto presso Upplandsmuseet a Uppsala. A Uppsala il berretto era indossato tradizionalmente in estate, da Valborg fino alla fine di settembre. A Lund il berretto bianco era indossato in estate e sostituito in inverno con una variante dalla corona nera, mentre oggi l'uso è ristretto principalmente alle celebrazioni di Valborg e la variante invernale è scomparsa.
Originariamente il berretto era indossato dagli studenti maschi che avevano superato lo studentexamen, che rappresentava l'esame di ammissione all'università. Nel 1864 lo studentexamen venne spostato al termine delle scuole superiori come esame di maturità e il berretto poteva essere indossato da tutti gli studenti che lo avessero superato, indipendentemente dal fatto che continuassero con gli studi all'università, anche se di fatto il berretto rimase un simbolo degli studenti universitari. In occasione delle celebrazioni di Valborg 1892 lo studentmössa venne per la prima volta indossato da sette studentesse dell'Università di Uppsala come segno di protesta a favore della parità di genere, e da allora l'uso si diffuse anche fra le donne.
Una variante nota come teknologmössa, introdotta nel 1872 presso l'Università di tecnologia Chalmers, è indossata dagli studenti di ingegneria e si contraddistingue per la nappa sul lato destro.